# 坂本和一
坂本 和一（さかもと かずいち、1939年10月31日 - ）は、日本の経済学者。立命館大学名誉教授、学校法人立命館評議員。専門は、現代企業論、アジア太平洋学。石川県生まれ。

## 学歴
1963年、京都大学経済学部卒業後、同大大学院へ進学。1968年、京都大学大学院博士課程単位取得退学。同年立命館大学経済学部に着任。1975年、経済学博士号（京都大学）を取得。博士論文は『現代巨大企業の生産過程』。

## 略歴
- 1968年4月 - 立命館大学経済学部専任講師
- 1969年9月 - 立命館大学経済学部助教授
- 1978年4月 - 立命館大学経済学部教授
- 1979年7月 - ハーバード大学フェアバンク東アジア研究センター、ニューヨーク大学経済学部客員研究員（～ 1980年9月）
- 1988年4月 - 立命館大学教学部長 （～1991年3月）
- 1990年4月 - 学校法人立命館常務理事（～1991年3月）
- 1994年4月 - 学校法人立命館副総長・立命館大学副学長（～1996年12月）
- 2000年1月 - 立命館アジア太平洋大学大学長・学校法人立命館副総長
- 2004年4月 - 学校法人立命館副総長・立命館大学副学長（～2004年3月）
- 2005年4月 - 立命館大学大学評価委員会委員長（～2008年3月）・大学評価室長（～2009年3月）
- 2006年6月 - 立命館百年史編纂室長（～2010年 3月）引き続き、立命館百年史編纂室顧問（～2013年3月）
- 2008年7月 - 学校法人立命館評議員、現在に至る。

## 主な受賞歴
- 1987年 - 第2回テレコム社会科学賞（対象業績『IBM - 経営戦略と組織改革』）
- 2004年 - 平成16年度大分合同新聞文化賞特別賞

## 主な著書
- 『現代巨大企業の生産過程』 （1974年、有斐閣）-（博士論文）
- 『現代資本主義の生産様式』 （1976年、青木書店）
- 『現代巨大企業と独占』 （1978年、青木書店）
- 『現代巨大企業の構造理論』 （1983年、青木書店）
- 『新経済学の基礎』（共編著）（1984年、有斐閣）
- 『技術革新と企業構造』（編著） （1985年、ミネルヴァ書房）
- 『IBM - 経営戦略と組織改革』 （1985年、ミネルヴァ書房）
- 『現代日本の企業グループ』（編著） （1987年、東洋経済新報社）
- 『現代工業経済論』 （1988年、有斐閣）
- 『GEの組織革新』 （1989年、法律文化社）
- 『21世紀システム - 資本主義の新段階』 （1991年、東洋経済新報社）
- 『コンピューター産業 - ガリヴァ支配の終焉』 （1992年、有斐閣）
- 『新しい企業組織モデルを求めて』 （1994年、晃洋書房）
- 『新版GEの組織革新』 （1997年、法律文化社）
- 『アジア太平洋のエポック』（編著） （1998年、法律文化社）
- 『アジア太平洋時代の創造』 （2003年、法律文化社）
- 『鉄はいかにしてつくられてきたか』（2004年、法律文化社）
- 『The Challenges facing Ritsumeikan Asia Pacific University』（2004年、大地社）